# Ksenia Romanowa (1875–1960)
Ksenia Aleksandrowna Romanowa, ros. Великая Княгиня Ксения Александровна; Wielikaja Kniaginija Ksienija Alieksandrowna (ur. 6 kwietnia 1875 w St. Petersburgu, zm. 20 kwietnia 1960 w Hampton Court) – rosyjska wielka księżna, córka cara Aleksandra III i księżniczki duńskiej Dagmary (czyli carycy Marii Fiodorowny).
Ksenia została ochrzczona w dniu urodzin jej dziadka – 17 kwietnia 1875, w kaplicy Pałacu Zimowego, w sercu Petersburga. Jej rodzicami chrzestnymi byli: caryca Maria Aleksandrowna, król Chrystian IX Duński, wielki książę Władimir Aleksandrowicz, księżniczka Thyra Duńska (późniejsza księżna Cumberland).
Ksenia przyjaźniła się bardzo z wielką księżną Marią Gieorgiewną, urodzoną jako księżniczka grecka i duńska, żoną Jerzego Michajłowicza Romanowa. Ksenia i Maria poznały się podczas jednej z wizyt Kseni w Danii, u rodziny jej matki.

## Małżeństwo i potomstwo

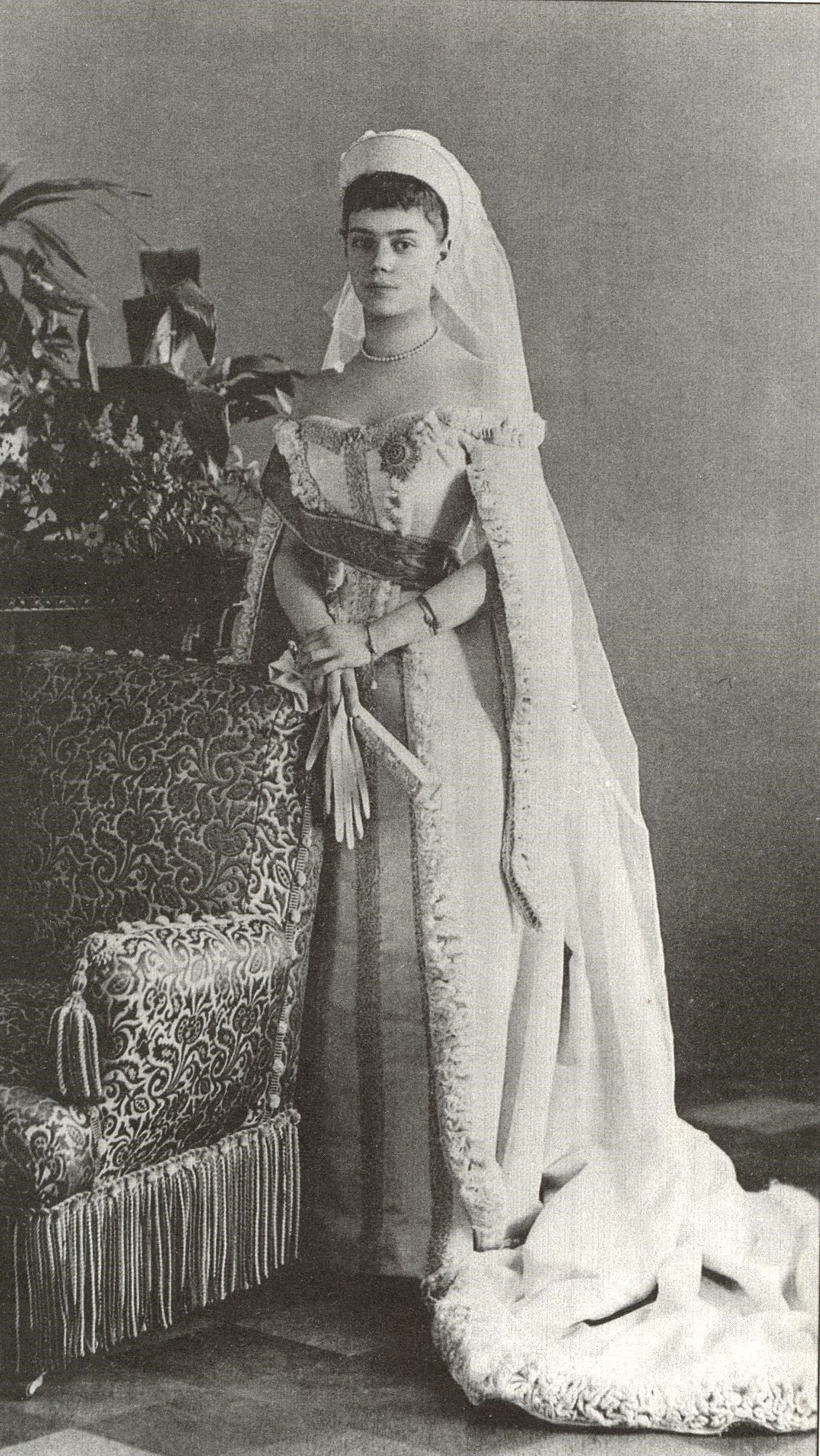
Ksenia Aleksandrowna

6 sierpnia 1894 Ksenia poślubiła swojego ukochanego od czasów dzieciństwa – wielkiego księcia Aleksandra Michajłowicza, zwanego Sandro (wnuka cara Mikołaja I). Para miała 7 dzieci, które nie nosiły tytułu wielkich książąt Rosji, tylko książąt Rosji (nie Ich Cesarskich Wysokości, tylko Ich wysokości):
- Irina (1895–1970), żona Feliksa Jusupowa od 1914 roku;
- Andrzej (1897–1981), ożenił się w 1918 roku z księżniczką Elżbietą Ruffo-Sasso. Po raz drugi ożenił się w 1942 roku z Nadine McDougall;
- Fiodor (1898–1968), ożenił się w 1923 z księżniczką Ireną Paley, córką wielkiego księcia Pawła Aleksandrowicza i Olgi Karnowicz;
- Nikita (1900–1974), ożenił się z Marią Woroncow-Daszkow w 1922 roku;
- Dymitr (1901–1980), był dwukrotnie żonaty, jego pierwszą żoną była Marina Goleniszczew-Kutuzow-Tołstoj (1931 rok), drugą zaś Sheila McKellar-Chisholm (1954);
- Rostislaw (1902–1978), jego pierwszą żoną była księżniczka Aleksandra Galicyn (1928 rok), drugą Alice Baker (1945 rok), a trzecią Hedwiga von Chappuis (1954 rok);
- Wasili (1907–1989), w 1930 roku ożenił się z Natalią, księżniczką Galicyn.

Potomkowie synów Kseni byliby dzisiaj pretendentami do tronu Rosji, ale wszyscy synowie Kseni zawarli małżeństwa morganatyczne.
Po rewolucji Ksenia, podobnie jak jej matka i siostra, przeniosła się do Danii. Po pewnym czasie wielka księżna Ksenia porzuciła męża i przeprowadziła się do Londynu, gdzie zamieszkała w niewielkim pałacyku należącym do Korony Brytyjskiej, który nazwała Wilderness House.